# Иванов, Эдуард Евгеньевич
Эдуард Евгеньевич Иванов (8 марта 1931, Тула — 24 июня 2018, Москва) — советский государственный деятель, заместитель министра электронной промышленности СССР. Герой Социалистического Труда (1986). Кандидат технических наук. Почётный работник электронной промышленности.

## Биография
Родился 8 марта 1931 года в Туле. Русский. После окончания неполной средней школы в 1944 году был принят в Тульское суворовское военное училище, которое окончил в 1949 году. Участник Парада Победы на Красной Площади в Москве 1945 года (направляющий второй шеренги тульского батальона суворовцев). В 1949—1951 годах — учёба в Московском Краснознамённом училище имени Верховного Совета РСФСР. В 1951—1956 годах — служба командиром взвода мотострелковой роты в учебном танковом полку при Военной ордена Ленина академии бронетанковых войск имени И. В. Сталина. В 1956 году в период сокращения Вооружённых Сил уволен в запас.
В 1956—1962 годах — учёба в Московском электротехническом институте связи.
В 1959—1963 годах — работа на предприятиях Министерства обороны и радиотехнической промышленности в должностях старшего техника, инженера-исследователя, начальника лаборатории, начальника отдела.
В 1963—1965 годах — главный специалист Главного управления по внедрению вычислительной техники при Госкомитете по науке и технике при СМ СССР (ГКНТ).
В 1965—1980 годах — начальник отдела, начальник сектора в Зеленоградском НИИ точной технологии (НИИТТ), ныне — ОАО «Ангстрем»).
С 5 февраля 1980 года — генеральный директор НПО «Научный центр» (НПО НЦ).
С 15 мая 1987 года по 31 июля 1991 года — заместитель министра электронной промышленности СССР.
Дважды Лауреат Государственной премии СССР.
С августа 1991 года — на пенсии. Жил в Москве.
Умер 24 июня 2018 года. Похоронен на Центральном кладбище в Зеленограде г. Москвы.

## Награды и звания
- Герой Социалистического Труда
- 2 ордена Ленина
- орден Трудового Красного Знамени
- медали